# Steve Bullock
Steve Bullock, född 11 april 1966 i Missoula, Montana, är en amerikansk jurist och politiker (Demokratiska partiet). 
Den 7 januari 2013 tillträdde han som Montanas guvernör. Från 2009 till 2013 var han delstatens justitieminister (attorney general).
Enligt en undersökning från 20 september 2016 av Morning Consult. Bullock, med 66 procent gillande betyg och 19 ogillande betyg var Bullock den mest populära demokratiska guvernören i USA och den fjärde mest populära guvernören.
Den 14 maj 2019 meddelade Bullock att han är en kandidat till USA:s president i 2020. Han avslutade sin kampanj den 2 december 2019.
Den 4 mars 2020 rapporterade The New York Times att Bullock skulle kandidera till Montanas senatsval för att utmana sittande senatorn Steve Daines. Den 9 mars 2020 meddelade Bullock officiellt sin kandidatur. Den 3 november förlorade Bullock mot sittande senatorn Daines.

## Senatskampanj 2020
Den 4 mars 2020, efter månader av spekulationer och förnekanden från Bullock själv, rapporterade The New York Times att Bullock skulle kandidera i Montanas amerikanska senatsval för att utmana republikanska senatorn Steve Daines. Draget kom efter att senatens minoritetsledare Chuck Schumer flög till Montana för att övertyga Bullock att kandidera och efter att Bullock pratade med före detta president Barack Obama. Bullock kandiderar för sätet som tidigare innehölls i sex mandatperioder av demokraten Max Baucus.
Den 9 mars 2020 förklarade Bullock officiellt sin kandidatur, sista dagen man kunde lämna in för att registrera.

## Politiska åsikter
Bullock har beskrivits av The Washington Post och ABC News som en moderat demokrat.
Bullock har offentligt hävdat att det demokratiska partiet behöver expandera sin räckvidd utöver stadsområden och landets två kuster. Han har uppmuntrat demokraterna att engagera sig och försöka övertyga väljare i förorts- och landsbygdsområden snarare än att förlita sig enbart på bas valdeltagandet. Han har besökt Iowa, Wisconsin och Colorado för att kampanja och tala till stöd för demokratiska kandidater under valperioden 2018.